# Luis Vallenilla
Luis José Vallenilla Pacheco (Caracas, 13 marzo 1974) è un ex calciatore venezuelano, di ruolo difensore.